# Mothica
McKenzie Ellisová, profesionálně známá jako Mothica (* 1994 nebo 1995, Oklahoma City), je americká popová hudebnice. Vyrůstala v Oklahoma City a hudbu začala produkovat, když jí bylo 18 let. V červnu 2020 se její video na TikToku, které zveřejnila a které obsahovalo její píseň „VICES“, stalo virálním, což podpořilo její hudební kariéru.

## Raný život
Mothica se narodila jako McKenzie Ellisová v roce 1994 nebo 1995. Vyrůstala v Oklahoma City, prožívala deprese a sebepoškozování a obrátila se na online komunity poté, co zjistila, že vyjadřovat své problémy v rodném městě je tabu.
Dne 29. ledna 2011 se Ellisová pokusila o sebevraždu. Kromě toho zažila napadení a domácí násilí.
Ačkoli v dětství psala hudbu, Ellisová nechtěla být hudebnicí z povolání. V 18 letech začala produkovat hudbu pro veřejné publikum, navštěvovala Hardingovu akademii výtvarných umění a poté získala stipendium na Prattově institutu na programování vizuálních webů, což ji vedlo k tomu, že se v roce 2013 přestěhovala do Brooklynu. V prvním ročníku ji spolužák seznámil se službou SoundCloud a půjčil jí MIDI klávesy; první píseň, kterou zveřejnila, s názvem „Starchild“, byla za 24 hodin přehrána 100 000krát.

### Přezdívka
Přezdívku „Mothica“ přijala Ellis pro svou hudbu a výtvarné umění v 15 letech s odkazem na tendenci můr být přitahovány světlem.

## Život
První píseň Mothicy, „Starchild“, byla za 24 hodin po zveřejnění na SoundCloudu přehrána 100 000krát. Poté, co se naučila produkovat písně v Abletonu, vydala v roce 2015 EP s názvem „Mythic“. Píseň „No One“ z tohoto EP se dostala na 6. místo americké virální hitparády Spotify Charts.
Mothica nemá žádnou nahrávací společnost, publicistu ani manažera a sama sebe popisuje jako self-made hudebnici. V roce 2020 začala propagovat svou hudbu na TikToku, později přičítala úspěch své hudební kariéry této aplikaci poté, co v červnu 2020 video s jejím prvním poslechem písně „VICES“ získalo více než 5 000 000 zhlédnutí a téměř 1 000 000 lajků. Na této sociální síti, kde ji sleduje více než 500 000 lidí, se otevřeně svěřuje se svými zkušenostmi s depresemi i se střízlivostí a vypadáváním vlasů.
V červnu 2020 vydala Mothica píseň s názvem „VICES“, která se dostala na 2. místo v žebříčku populární hudby iTunes a předstihla tak píseň „Watermelon Sugar“ od Harryho Stylese. Píseň se také umístila v žebříčku Billboard. V srpnu 2020 vydala dvanáctipísňové album s názvem „Blue Hour“, které autobiograficky pojednávalo o jejím pokroku na cestě ke střízlivosti; album se rovněž umístilo v hitparádě. Následně vydala EP s názvem „Forever Fifteen“.

## Osobní život
Mothica má několik tetování. Jejím prvním tetováním byla geometrická krychle vytetovaná na zátylku, k čemuž ji tehdy vedla záliba v architektuře a minimalismu. Na pravé paži má tetování, které zahrnuje letícího jestřába probodnutého šípem a také lebku berana a list kapradí. Na zádech má tetování inspirované obrazem Lukrécie a tetování s názvy písní „chaos“, „heavy hart“, „NOW“ a „VICES“.
V roce 2019 se Mothica přestěhovala do Los Angeles kvůli své hudební kariéře, ale kvůli pandemii covidu-19 se přestěhovala zpět do domu svých rodičů v Oklahoma City. Její matka Debbie Ellisová, známá také jako „Momica“, jí pomáhala s produkcí hudebních videoklipů.